# 横滨创英短期大学
横滨创英短期大学（日语：／ Yokohama Sōei Tankidaigaku *），简称创短，是過去一所位于日本神奈川县横滨市绿区的私立短期大学。

## 概要

### 简介
- 源流成立于1940年[1]。短期大学为于1989年开办[1]、由学校法人堀井学园经营。开始招収男学生从2006年、招生到于2011年。

### 历史

#### 前史
- 1940年 财团法人堀井学园成立。同财团法人京浜高等女学校创办[1]。
- 1943年 京浜女子家政理学专科学校成立[1]。
- 1950年 京浜幼儿园成立[1]。
- 1951年 学校法人堀井学园成立[1]。
- 1985年 横滨国际女学院翠陵高级中学成立[1]。

#### 短期大学成立以后
- 1989年 横滨创英短期大学成立并同时设置一个学科即信息处理学科[1]。
- 2004年 信息处理学科改名为信息学科[1]。
- 2006年 开始招収男学生[1]。
- 2007年 护理学科成立[1]。
- 2011年 招生最后、次年停止招生。
- 2015年 停辦。

## 学校环境
- 校区：在神奈川县横滨市绿区

## 历任校长
- 犬丸直：第一代短期大学校长[2]。
- 小岛谦一：现在短期大学校长[3]

## 组织

### 学科
- 信息学科[注 1]
- 护理学科

### 专科
| - 没有 |

### 业余课程
| - 没有 |

## 相关链接
- 日本短期大学列表